# Universal City (Kalifornien)
|  | Dieser Artikel wurde aufgrund von inhaltlichen Mängeln auf der Qualitätssicherungsseite des Projektes USA eingetragen. Hilf mit, die Qualität dieses Artikels auf ein akzeptables Niveau zu bringen, und beteilige dich an der Diskussion! Folgende Mängel sollten behoben werden, bevor diese Markierung entfernt werden kann: Ausbauen --Crazy1880 (Diskussion) 20:34, 14. Mär. 2012 (CET) |

Universal City ist ein gemeindefreies Gebiet im Los Angeles County im US-Bundesstaat Kalifornien. Das 415 Hektar große Areal ist Eigentum von Universal Pictures.
In Universal City befinden sich einige Bürogebäude und Kulissen von NBCUniversal, der Freizeitpark Universal Studios Hollywood sowie der Universal CityWalk, Einkaufs- und Unterhaltungszentrum in Universal City. Auf dem gleichen Gelände, abgegrenzt von Freizeitpark und Einkaufs- und Unterhaltungszentrum befindet sich auch Universal Studios Lot, das Studiogelände von Universal Studios. Für den Polizeischutz vor Ort sorgt das Los Angeles County Sheriff’s Department mit einer Polizeistation am CityWalk. Daneben sorgt das Los Angeles County Fire Department für den Brandschutz mit der einzigen öffentlich finanzierten Feuerwache auf privatem Gebiet in den USA.